# علي زيدان
علي زيدان (مواليد ودان 1950) سياسي ليبي ورئيس وزراء ليبيا منذ 14 نوفمبر 2012 وإلى 11 مارس 2014 بعد أن صوّت المؤتمر الوطني العام بحجب الثقة عن حكومته وتكليف وزير الدفاع عبد الله الثني بمهام رئيس الحكومة لحين انتخاب رئيس وزراء جديد. وعندما كان يشغل منصب رئيس الوزراء، تعرض في 10 أكتوبر 2013 للاختطاف من قبل ميليشيا مسلحة تعرف باسم غرفة عمليات ثوار ليبيا حيث قام مسلحون تابعون لها بخطفه من الفندق الذي يقيم به في طرابلس. ليتم تحريره بعد ساعات.

## العمل السياسي
ولد في عائلة كانت تحترف التجارة، واحترف العمل الدبلوماسي بعد دراسته العلوم السياسية والعلاقات الدولية، لكنه قرر في سنة 1980، أن ينضم إلى الجبهة الوطنية لإنقاذ ليبيا والتي كانت حركة معارضة في الخارج.
قبل ثورة 17 فبراير، كان زيدان محامياً في مجال الدفاع عن حقوق الإنسان وعضو مؤسس للرابطة الليبية لحقوق الإنسان ومقرها جنييف. عُرف عنه بأنه معارض لنظام العقيد معمر القذافي، اعتبر ممثلاً لرئيس المجلس الوطني الانتقالي في فرنسا وأوروبا. وهو صاحب مجهود في نيل اعترافات فرنسا والدول الأوروبية بالمجلس الانتقالي الليبي أثناء الثورة الليبية.
عُرف كونه معارض (راديكالي) ضد نظام القذافي حيث لم يقبل أي حوار معه أو مساومة أو اعتراف. وبعد ثورة 17 فبراير دعى إلى المصالحة الوطنية والاستيعاب التدريجي لجميع الليبيين مع تحكيم العدالة الشرعية القانونية. أسس حزب الوطن للتنمية والرفاه الذي ينادي «بدولة ديمقراطية ليبية موحدة بنظام لا مركزي. لكنه ترشح كمستقل. حيث شارك في انتخابات المؤتمر الوطني العام، ومثّل منطقته الجفرة.

## رئيساً للوزراء
انتُخب لمنصب رئيس وزراء ليبيا من قبل المؤتمر الوطني العام يوم 14 أكتوبر 2012 بعد فوزه بعدد 93 صوت على منافسه «الحراري» الذي حصل على 85 صوتاً. وتولى المنصب في 14 نوفمبر بعد موافقة المؤتمر على تشكيلة حكومته وتأديتها اليمين الدستورية. وهو أول شخصية ليبية تقوم بتشكيل حكومة وفاق وطني بتقديم 27 وزارة في الحكومة الجديدة.[بحاجة لمصدر]
وبعد عدة محاولات فاشلة على مدار أشهر، نجح المؤتمر الوطني العام في حجب الثقة عن وزارة زيدان في 11 مارس 2014 بعد أن صوَّت 124 نائبا من مجموع 127 حضروا جلسة حجب الثقة. وكان يتعين لسحب الثقة من الحكومة توفر أغلبية 120 صوتا من جملة 194 نائبا. قرر المؤتمر تكليف وزير الدفاع عبد الله الثني بتسيير الأعمال إلى حين اختيار رئيس وزراء جديد. وتمت عملية حجب الثقة بعد ساعات من فشل الحكومة في منع ناقلة نفط تحمل علم كوريا الشمالية من مغادرة ميناء السدرة بعد تحميلها كمية من النفط دون موافقتها وتحت حماية مسلحين تابعين لما تعرف بـحكومة برقة.